# Khatyrkite
La khatyrkite è un minerale scoperto nel 1985 nel massiccio di Khatyr, lungo il fiume Khatyrka in Russia. Il nome deriva dal luogo di ritrovamento.

## Morfologia
La khatyrkite è stata trovata sotto forma di cristalli prismatici di 0,1-0,4mm.

## Origine e giacitura

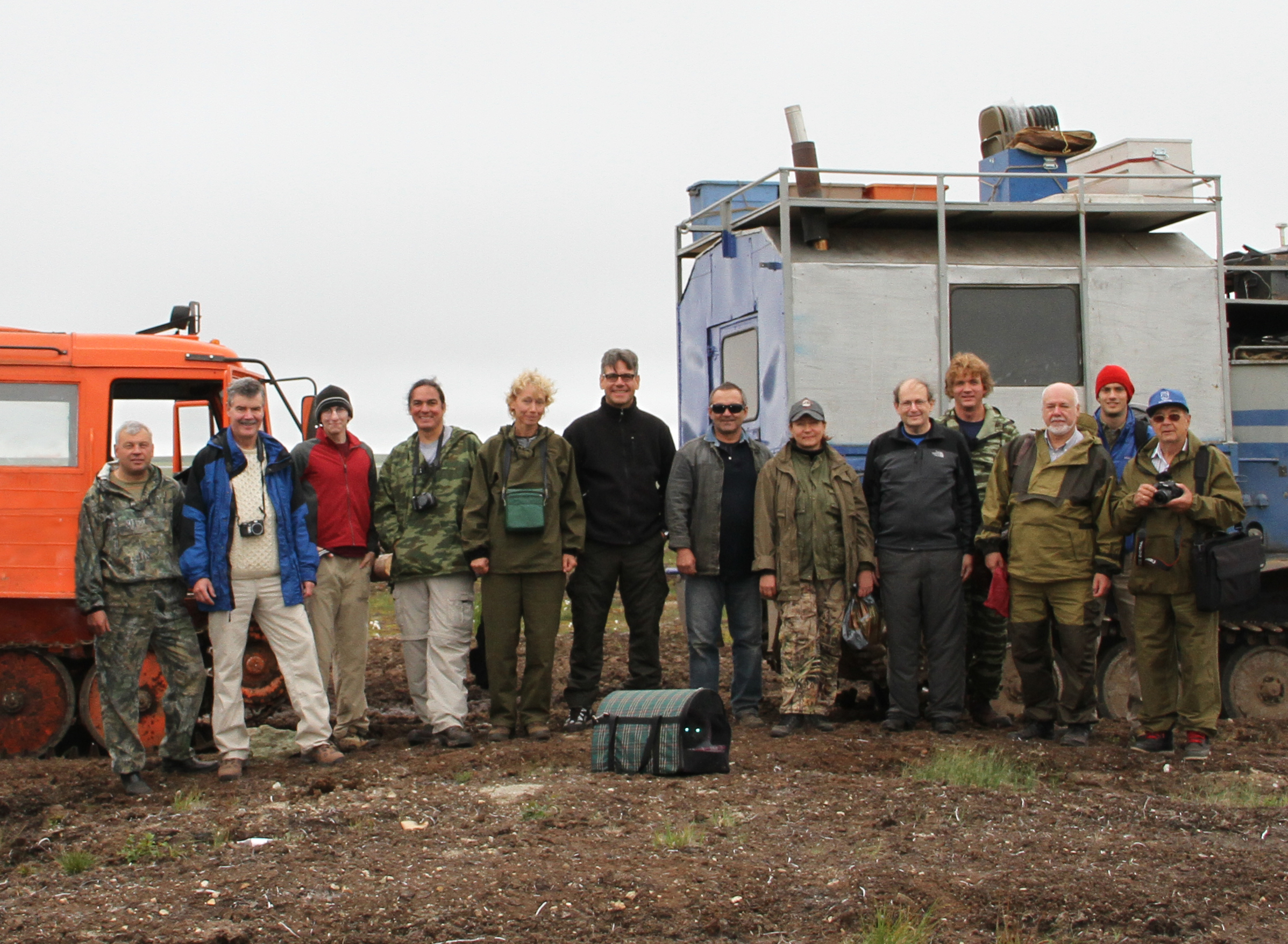
Čukotka, 2011. I componenti della spedizione che trovò altra khatyarkite mostrando definitivamente che la icoseadrite in essa contenuta era il primo quasicristallo naturale scoperto.

Il minerale viene trovato negli anni '80 dal russo Valery Kryachko, alla ricerca di metalli preziosi, nel massiccio del Koryak nella parte nord-orientale della penisola della Kamchatka al limite della Siberia  Il raro minerale rinvenuto fu venduta a un collezionista olandese e in seguito acquistato dal Museo di storia naturale (Firenze). Nel 2009 Luca Bindi, lavorando insieme a un gruppo internazionale di scienziati ricercatori tra cui anche Paul Steinhardt, studia il piccolo campione conservato nel museo fiorentino e scopre che il frammento contiene granuli di un nuovo minerale con struttura aperiodica e simmetria pentagonale, come nei mosaici di Roger Penrose. Bindi invia al suo gruppo di ricerca oltreoceano, in un laboratorio dell'Università di Princeton, piccoli frammenti del materiale da analizzare. Nan Yao, con i potenti strumenti a disposizione,  riesce a fotografare la struttura atomica del materiale confermando pienamente ciò che aveva supposto Bindi.  Il nuovo minerale viene chiamato icosaedrite e si candida a diventare il primo quasicristallo naturale scoperto. Inoltre le analisi degli isotopi indicano l'origine extraterrestre di questo materiale.  Per convincere tutta la comunità scientifica dell'origine naturale del quasicristallo individuato si organizza una spedizione nel luogo selvaggio del primo ritrovamento.  Gli scavi effettuati alla foce del fiume Khartirka nel punto indicato da Kryachko, hanno confermato la presenza di Khatyrkite vincendo la resistenza dei più scettici .
La Khatyrkite si ritrova intimamente concresciuta con la cupalite.